# Yokoia
Yokoia es un género de foraminífero bentónico considerado un sinónimo posterior de Bathysiphon de la subfamilia Bathysiphoninae, de la familia Rhabdamminidae, de la superfamilia Astrorhizoidea, del suborden Astrorhizina y del orden Astrorhizida. Su especie tipo era Flagrina staminea. Su rango cronoestratigráfico abarcaba el Carniense (Triásico superior).

## Discusión
Clasificaciones previas incluían Yokoia en el suborden Textulariina del orden Textulariida.

## Clasificación
Yokoia incluía a la siguiente especie:
- Yokoia kattoi †